# 鈴木一朗
鈴木一朗（日语：イチロー，1973年10月22日—），生於日本愛知縣，前職業棒球選手，守備位置為外野手，曾效力於美國職棒大聯盟西雅圖水手、紐約洋基、邁阿密馬林魚等球隊，並保有大聯盟單季最多安打262支的紀錄，以及連續10球季皆能擊出200支以上安打的金氏世界紀錄。

2001年鈴木一朗在大聯盟的首球季即入選明星賽，球季結束後更獲得美國聯盟最有價值球員獎、最佳新人、金手套獎、銀棒獎等獎項。

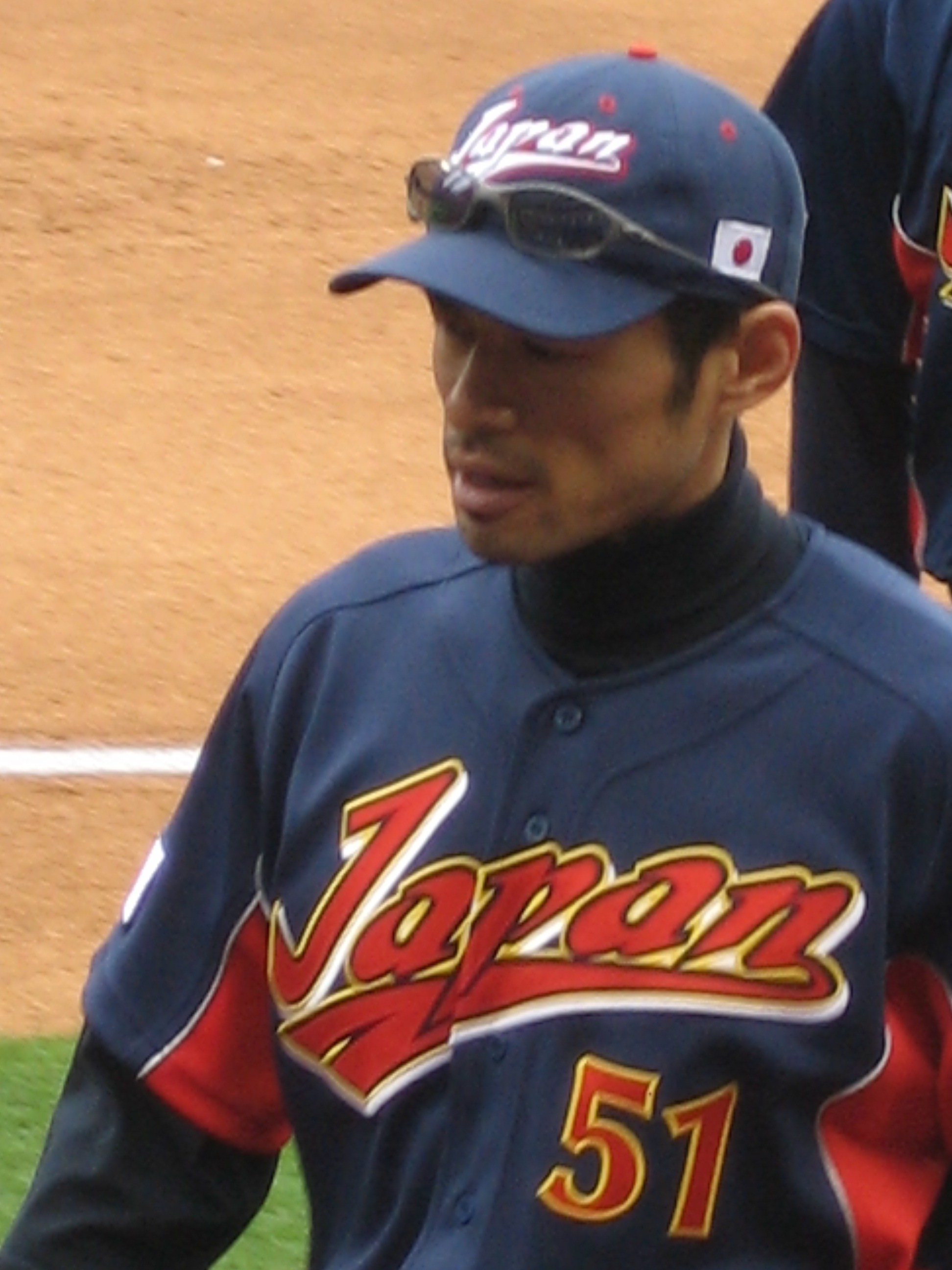
Ichiro在2006年世界棒球經典賽照片

一流的職棒成績並二度擔任隊長引領日本代表隊於世界棒球經典賽奪冠，鈴木一朗的影響力甚至超越同時期在美國打拼的外野手松井秀喜。
鈴木一朗加入大聯盟前是效力於日本職棒太平洋聯盟的歐力士藍浪隊。他在日本職棒亦保有太平洋聯盟史上最高打擊率、連續7年太平洋聯盟打擊王等紀錄。有「安打製造機」之稱。
在日本職棒使用的登錄名爲，即「一朗」的片假名拼法；在美國則使用，即日文「一朗」的羅馬拼寫。

## 基本資料

### 求學階段
1973年10月22日，鈴木一朗誕生於愛知縣名古屋市北方的西春日井郡豐山町，體重4280克。他是家中次子，取名「一朗」的原因是為了紀念他的祖父鈴木銀一。鈴木一朗的父親鈴木宣之在學生時代曾經是棒球選手，後因為受傷退出，是一位棒球狂熱者。他讓鈴木一朗讀小學時就加入學校的棒球隊，放學後還親自開車載鈴木一朗到住家附近的打擊練習場練習打擊，一直到晚上11點，要練足整整8小時才回家休息；即使是學校考試期間也照練不誤。在父親的期望下，鈴木一朗小學六年級時寫的作文「我的夢想」中就立志要成為一流的職業棒球選手。
中学時期，鈴木一朗已經可以打到時速130公里的球。高中時期因不適應宿舍生活與「學長制」，一度想放棄棒球。高二時他最想加入的職棒球隊是中日龍，但是該隊的球探卻對他不感興趣，反而是歐力士藍浪隊的球探三輪田勝利已經開始注意到他。

### 歐力士時期
1991年被歐力士藍浪隊以第四指名選中。1992年即以打擊率0.366，成為繼高木守道之後拿下二軍打擊王的新人。1993年在二軍更有0.371打擊率。雖然一朗表現亮眼，但是當時的一軍監督土井正三不認同他的打擊姿勢，所以他一直在一軍與二軍之間沉浮。
1994年，歐力士新任監督仰木彬大力提拔鈴木一朗，並改以片假名的名稱登錄，隔年4月16日被確定第一棒的重任。接著6月1日即以打擊率0.378登上太平洋聯盟的打擊排行榜首位。8月26日，締造連續69場上壘的記錄，刷新石嶺和彥於1986年締造的連續56場記錄。9月9日，打出第185支安打，打破新井宏昌於1987年締造的130場賽制最多安打的紀錄184支。9月20日，擊出該球季第200安打，為日本職棒史上首見。10月9日，將日本職棒單季最多安打紀錄推上210支。
光是1994年球季，鈴木一朗就獲得太平洋聯盟打擊王、安打王、最佳九人、金手套、正力松太郎獎等獎項，以及日本職棒史上最年輕的最有價值球員，表現十分搶眼。出身地豐山町因他的傑出表現還頒發了「町民榮譽賞」。在當年的日本社會形成一股“一朗旋風”。
1996年鈴木一朗獲得26次「猛打賞」，意思是有26場比賽單場3安打。1997年締造連續216打席無三振之日本職棒新記錄；年底並成為繼張本勳之後，連續4年拿下打擊王的史上第2人。1998年締造連續5年打擊王的記錄，年薪5億日圓。1999年4月20日以757場締造日本職棒史上最快1000安打，打破由Boomer締造的781場紀錄。

### 美國職棒

#### 西雅圖水手
1998年1月23日，鈴木一朗首度向歐力士球團表達前往大聯盟之意願。1999年首度參加西雅圖水手隊春訓，2000年和水手隊簽約，總值達3年1408萬美元，其中簽約金500萬美元，2001年以正式球員參加水手隊春訓，同年以242支安打創下大聯盟新人最多安打紀錄，並以27張選票（全部28張）成為2001年美國聯盟新人王，同時也獲得該年度的MVP，這一年西雅圖水手隊拿下大聯盟史上最多的116勝。2004年以262支安打拿下安打王，也打破了喬治·希斯勒於1920年創下，高懸84年之久的257支安打。
2006年應王貞治的邀請，代表日本隊參加世界棒球經典賽，為唯一一個連續八場比賽擊出安打的球員，協助日本隊擊敗古巴隊拿下該年的總冠軍，賽後入選全明星隊外野手。
同年9月16日在對堪薩斯市皇家隊的比賽中擊出第200支安打，成為第3位球員連續6年擊出200支安打，大聯盟最高記錄是連續8年。但從新人球季開始，連續6年安打超過200支安打，是大聯盟史上的第1人。2007年9月3日對紐約洋基隊的比賽中擊出第200支安打，連續7年安打超過200支，成為第1位從新人球季開始連續7年超過200支安打的紀錄。
2008年7月29日，對德州遊騎兵隊的比賽中擊出職棒生涯通算第3000支安打（日:1278、美:1722）。9月17日，對堪薩斯市皇家隊，打出本季第200支安打，追平威利·凱勒在1891年至1901年連續8季200支安打的紀錄。2009年9月6日以1402場成為美國職棒史上第2快達成2000支安打的球員。2009年9月20日，對戰紐約洋基時被洋基隊先發投手A·J·柏奈特在壘包上兩度牽制出局，為生涯首次，九局下面對洋基隊終結者馬里安諾·李維拉擊出MLB生涯第一支再見全壘打；值得一提的是他在前一天面對芝加哥白襪的比賽也在十四局擊出再見安打，而李維拉在面對一朗之前兩個打席剛達成生涯1000次三振，這也是李維拉生涯最後一次被擊出再見全壘打。
2010年9月24日，對多倫多藍鳥隊單場擊出兩支安打，單季安打累積200支，成為美國職棒史上首位連續10季擊出200安打的球員，然而這年的表現相對吃力許多，已經多少暗示了他的高峰期已經漸趨尾聲。2011年是鈴木一朗表現明顯大幅度衰退的一年，球季開始之後打擊表現持續低迷，使得總教練下令他休兵幾場，9月13日在面對洋基隊時，雖然再次從李維拉手中擊出安打上壘，但隨後因盜壘失敗而成為水手隊該場比賽最後一個出局數，李維拉達成生涯600次救援，鈴木一朗在2011年交出.272的打擊率，而安打184支，終止連續10年3成打擊率和200支安打的紀錄，同時終止的還有連續十年的明星賽資格跟金手套獎。

#### 紐約洋基
2012年7月鈴木一朗被球隊交易到紐約洋基，西雅圖水手因此獲得了兩名小聯盟球員以及現金補償，出於對Bernie Williams的敬意，改用31號背號。洋基以一年500萬美元留住一朗。
2013年6月6日，擊出在大聯盟的第2655支安打，超越泰德·威廉斯的2654支安打。為美國大聯盟史上，前13個球季擊出最多安打者，超過Paul Waner在1926到1938年間擊出2648支安打。
2013年6月26日，在面對德州遊騎兵時於9局下面對Tanner Scheppers擊出生涯第二支再見全壘打，值得一提的是這第二支再見全壘打幫助了同隊終結者李維拉得到該場比賽的勝投資格，而4年多前那支再見全壘打的苦主正是李維拉，一朗的兩支再見全壘打都跟李維拉有關。
8月21日，對多倫多藍鳥隊，首打席對R·A·迪奇，擊出美日職棒合計生涯4000安打（美職:2722；日職:1278），繼泰·柯布（4189）、彼得·羅斯（4256）之後，第三位生涯擊出四千安的職棒球員；而且以39歲10個月的年紀，超越泰·柯布的紀錄（40歲7個月），成為職棒史上最年輕達成此紀錄的球員，此紀錄花了2981場完成。

#### 邁阿密馬林魚
2015年5月23日，在2局下從巴爾的摩金鶯投手席曼尼茲（Ubaldo Jimenez）手中揮出中左外野平飛安打，擊出生涯第2874支安打，也超越貝比魯斯大聯盟22年生涯累積的安打紀錄，當時大聯盟安打榜上排第42名。
8月15日，馬林魚對紅雀，鈴木一朗在首局首打席擊出美日通算生涯第4192安打，超越泰·柯布，成為世界生涯安打數第二名，僅次彼得·羅斯。
8月25日，馬林魚對匹茲堡海盜，首局首打席達成大聯盟生涯第1萬打席，以15個球季完成一萬打席紀錄，僅次於彼得·羅斯的14個球季，為大聯盟史上第二快。
9月1日，馬林魚對勇士，跑回美職生涯的第1342分，加上他在日職的658分，共完成個人職棒的第2000分。
10月4日，馬林魚對費城人，因投手牛棚用盡，鈴木一朗在8局下擔任中繼投手，面對五名打者，被擊出兩支安打，失一分。這是他在大聯盟生涯中首次以投手身份出賽，也是首次有日本出身的野手在大聯盟擔任投手任務。
2016年6月15日，對教士，鈴木一朗單場擊出兩安打，以美日通算生涯4257支安打，超越大聯盟最多安打球員彼得·羅斯的生涯4256支安打，成為新的世界職業棒球一軍球員最多安打記錄。
2016年8月7日，馬林魚對洛磯，鈴木一朗擊出美職生涯第3000支安打，成為大聯盟史上第30位達成此成就的球員，值得一提的是一朗的第3000是支少見的三壘安打，在30位3000安俱樂部成員中，只有Paul Molitor和一朗是以3壘安打的完成紀錄

### 重返西雅圖水手

#### 2018
2018年3月7日，Ichiro與水手簽署了一年的合約。在開幕戰對戰印第安人，他成為MLB史上第20位達成5000接殺的外野手。他以44歲的年紀成為2018賽季第二年長的球員。
在5月3日，水手宣佈鈴木一朗將在餘下賽季成為特別助理，不會參與比賽，但同時表示可能在2019賽季以球員身份出賽。在本賽季的15場比賽中，鈴木一朗在44個打席中取得9支安打，打擊三圍.205/.255/.205，沒有一支長打、盜壘或打點。
當在2018賽季退下來時，鈴木一朗為MLB外籍球員中最多安打者 (3089)，但這項記錄在六週後被艾德里安·貝爾垂打破。
5月11日，鈴木一朗暫代了板凳教練一職。

#### 2019
2018年10月2日，水手宣佈鈴木一朗將於2019賽季在東京的開幕戰中出場。2019年1月21日，鈴木一朗和水手簽下小聯盟合約。賽前一直盛傳這2場於日本開打的比賽將會是鈴木一朗的最後比賽，但他表示希望打球至50歲。

### 引退
2019年3月21日，水手和運動家在東京巨蛋的比賽成為鈴木一朗的告別戰，他以先發右外野手第九棒出場，無奈四個打席均不能擊出安打，最後於第8局被換下，離場時接受整個球場的觀眾拍手歡呼致意同時接受隊友的擁抱，本場首次於MLB先發的菊池雄星更是哭成淚人。賽後，他正式宣佈高掛手套退役。
在引退的記者會上，一朗指出現在的棒球運動過於重視數據的表現，以致於正在成為一項「無須用腦的運動」，他的發言引起關注。

### 引退後
2019年4月30日，一朗被任命為西雅圖水手隊主席特助，兼任球員指導，負責外野、跑壘等項目。
曾多次表示對業餘棒球的興趣，因此與友人一起創立了新隊伍「KOBE CHIBEN」（神戸智辯），一朗擔任球隊的老闆、教練和王牌投手。Kobe Chiben在12月1日和和歌山教職員隊進行了第一場比賽，一朗身穿1號球衣（而非招牌的51號）出場，以131球完投9局，有16次三振，打擊方面則是4打數3安打，以14比0率隊大勝。
2021年11月17日，獲選成為水手隊球隊名人堂的一員。入選典禮於2022年8月27日在主場舉行，球隊的重要人物小肯·葛瑞菲以及埃德加·馬丁尼茲皆親自列席向他致意。
2021年起，KOBE CHIBEN開始固定與高中女子硬式棒球選拔隊進行比賽，當年的比賽場地是神戶的Hotto座右銘球場，2022年開始移師東京巨蛋。

## 經歷

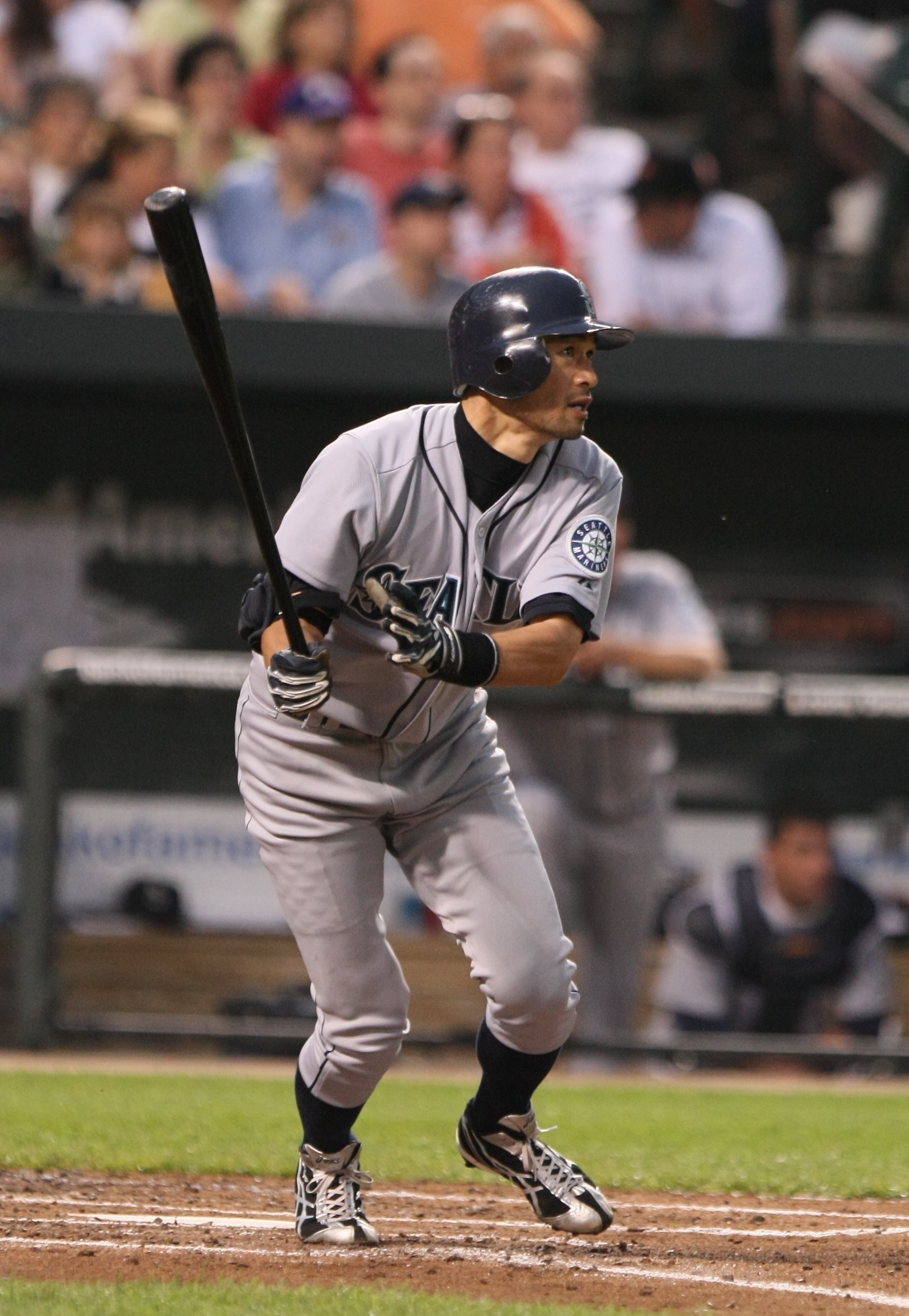
鈴木一朗的打擊英姿(西雅圖水手隊)(第一次在籍)

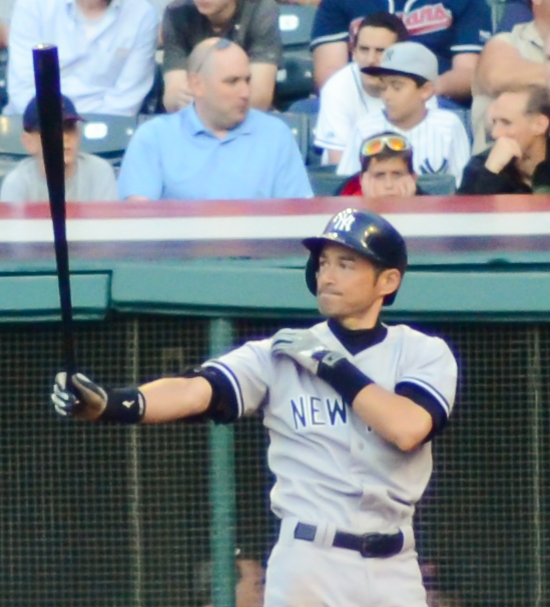
鈴木一朗的打擊英姿(紐約洋基隊)

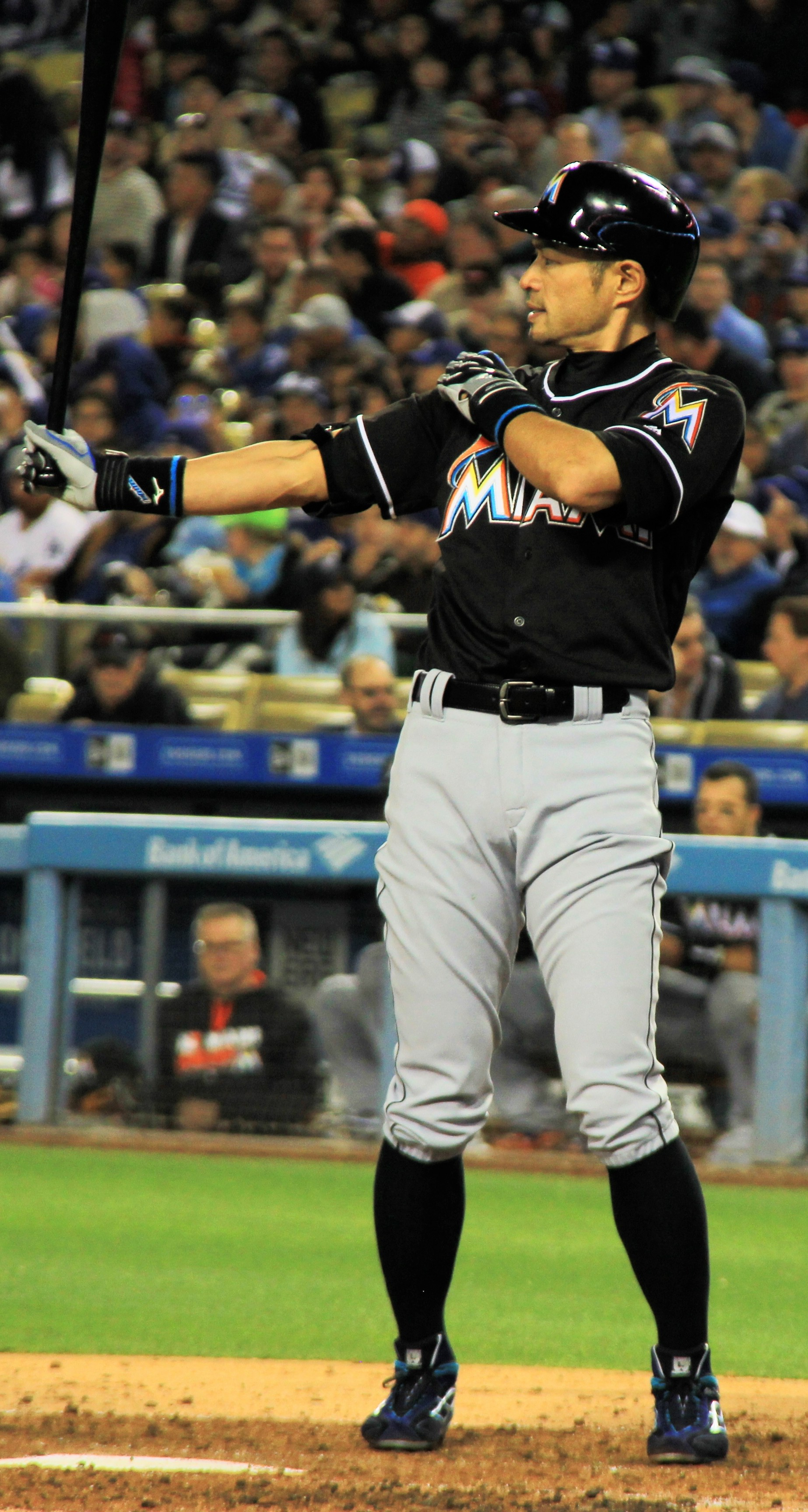
鈴木一朗的打擊英姿(邁阿密馬林魚隊)

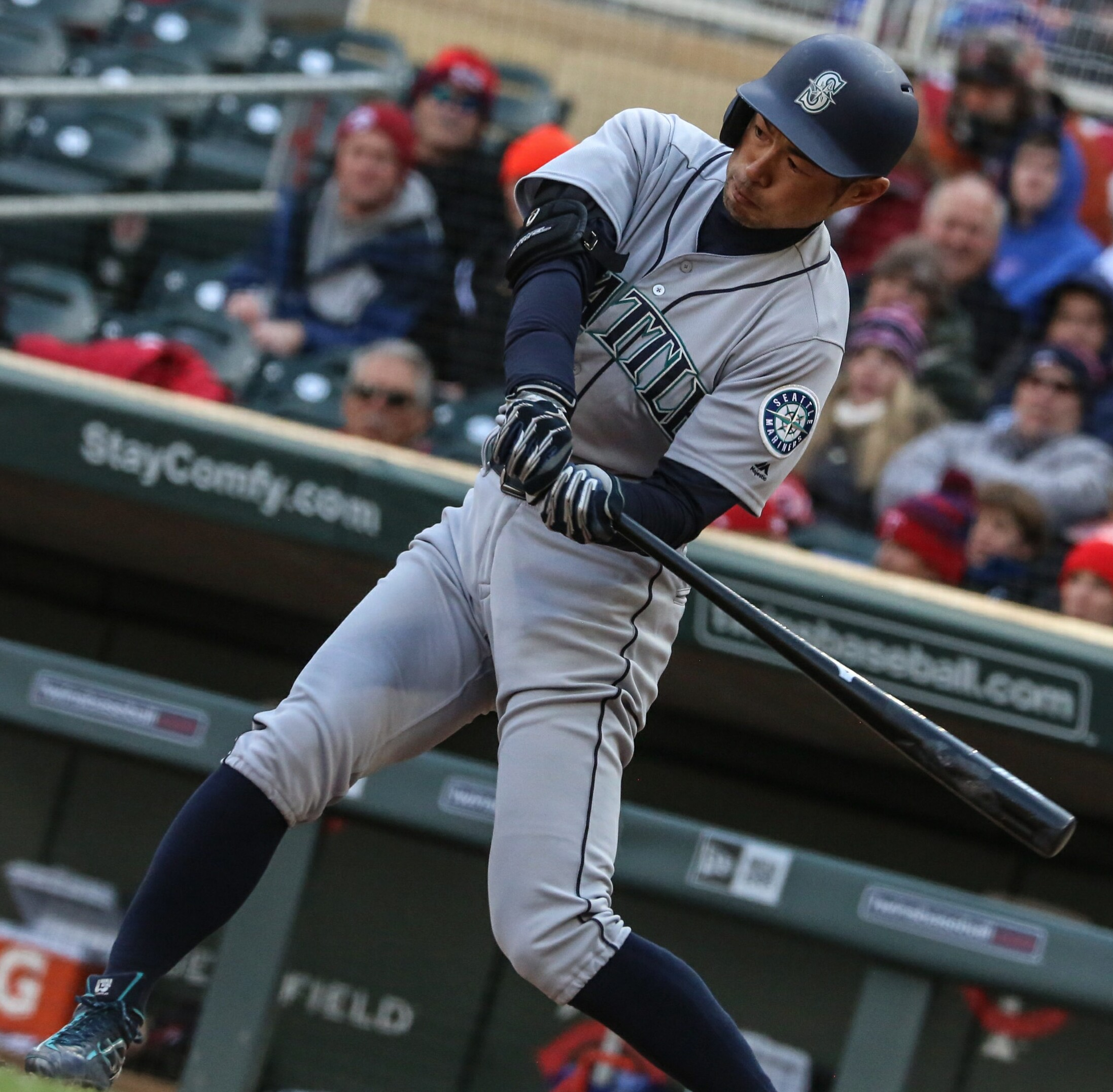
鈴木一朗的打擊英姿(西雅圖水手隊)(第二次在籍)

- 1990年　全国高等學校野球選手權大會擔任左外野手出賽。第一場戰敗即打道回府。（對天理高等學校）
- 1991年　選抜高等學校野球大會擔任投手出賽。第一戰戰敗即打道回府。（對松商學園高等學校）
- 1992年　愛知工業大学名電高等學校（愛工大名電）第4位選入歐力士隊。
- 1992年　獲得最優秀選手賞（100萬日圓）。
- 1994年　登錄一軍名稱為「イチロー」。日本職棒史上第1位200本安打達成。
- 1994年—2000年　連續七年獲得日本太平洋聯盟打擊王。
- 2000年　與西雅圖水手隊簽約，成為美國大聯盟球員。
- 2001年　美國職棒大聯盟打擊王、盜壘王、銀棒獎、金手套獎、新人王、安打王、MVP（除新人王以外均為首位獲獎的日本球員）。水手隊拿下116勝的隊史新紀錄,與1906年小熊隊並列大聯盟紀錄。
- 2004年5月21日日美累計2,000支安打達成。
- 2004年8月26日（當地時間）連續四年200支安打達成。
- 2004年9月2日（當地時間）成為日本人野手史上第一個被選為美國聯盟單月野手部門MVP的選手。
- 2004年10月1日（當地時間）美職史上最多安打記錄258安打達成。
- 2004年10月3日（當地時間）美職史上最高記錄262安打達成。
- 2004年 打率.372獲得三年以來第2次美聯的打擊王。另外第2次拿到美聯最多故意四壞保送、與Commissioner's Historic Achievement Award（委員會歷史成就特別獎 ）等許多高評價。然而本人以還是現役球員的理由婉拒日本國民榮譽獎。
- 2005年6月14日（當地時間）大聯盟史上第3快達成1,000安。
- 2005年11月 連續五年獲得金手套獎。
- 2006年9月17日 美職史上第3人連續6年200支安打達成。
- 2006年第三度獲得大聯盟安打王記錄。
- 2007年7月10日 打出美國職棒大聯盟明星賽史上第1支場內全壘打 （页面存档备份，存于），賽後獲選為最有價值球員。
- 2007年7月29日（當地時間）大聯盟史上第3快達成1,500安。
- 2009年9月6日（當地時間）大聯盟史上第2快達成2,000安。
- 2010年9月24日 美職史上第1人連續10年200支安打達成，繼彼得·羅斯後美職史上第2人生涯10個球季200支安打
- 2016年4月29日 (當地時間) 在密爾瓦基釀酒人主場，大聯盟生涯第500次盜壘達成
- 2016年6月15日 達成美日職棒通算4,257支安打,成為世界職業棒球一軍球員最多安打紀錄
- 2016年8月7日 (當地時間) 大聯盟生涯3,000安達成
- 2019年3月21日 比賽中宣布退休,在日本東京巨蛋結束職業生涯
- 2021年11月17日 入選水手隊球隊名人堂，為第10位成員[26]
- 2025年1月21日  入選MLB棒球名人堂
- 2025年7月28日  鈴木一朗的名字正式列入美國棒球名人堂所在地「古柏鎮」（Cooperstown），並發表長達19分鐘的致詞，這是一場內容精湛、風格謙遜的精彩演講。[27]

## 評價
全盛時期的一朗是安打、上壘為主的球員，他的跑速極佳，大部分球員所擊出的內野滾地球，一朗能夠以速度扭轉戰局。在美國職棒的3,089支安打當中，就有679支內野安打。此外在守備方面也為人稱道，水手隊時期多次演出右外野長傳三壘的狙殺，是對手球隊敬畏的防守者。
作為日本球員轉換環境前往美國的先鋒，一朗不僅有維持個人表現的壓力，同時代球員也對他寄予厚望，日本社會更有著高度期待。他歷來的表現，受到其他日本棒球名宿的肯定，包括陸續前往美國的投手達比修有、田中將大、大谷翔平、菊池雄星，都非常肯定一朗的表現。

## 職業生涯總成績
|           |           |      |       |       |      |      |     |     |     |      |      |     |     |    |    |      |     |     |      |     |      |      |      | OPS  |
| --------- | --------- | ---- | ----- | ----- | ---- | ---- | --- | --- | --- | ---- | ---- | --- | --- | -- | -- | ---- | --- | --- | ---- | --- | ---- | ---- | ---- | ---- |
| 1992      | 歐力士    | 40   | 99    | 95    | 9    | 24   | 5   | 0   | 0   | 29   | 5    | 3   | 2   | 1  | 0  | 3    | 0   | 0   | 11   | 0   | .253 | .284 | .305 | .589 |
| 1993      | 歐力士    | 43   | 67    | 64    | 4    | 12   | 2   | 0   | 1   | 17   | 3    | 0   | 2   | 1  | 0  | 2    | 0   | 0   | 7    | 2   | .188 | .212 | .266 | .478 |
| 1994      | 歐力士    | 130  | 616   | 546   | 111  | 210  | 41  | 5   | 13  | 300  | 54   | 29  | 7   | 7  | 2  | 51   | 8   | 10  | 53   | 3   | .385 | .445 | .549 | .994 |
| 1995      | 歐力士    | 130  | 613   | 524   | 104  | 179  | 23  | 4   | 25  | 285  | 80   | 49  | 9   | 0  | 3  | 68   | 17  | 18  | 52   | 7   | .342 | .432 | .544 | .976 |
| 1996      | 歐力士    | 130  | 611   | 542   | 104  | 193  | 24  | 4   | 16  | 273  | 84   | 35  | 3   | 0  | 4  | 56   | 13  | 9   | 57   | 8   | .356 | .422 | .504 | .926 |
| 1997      | 歐力士    | 135  | 607   | 536   | 94   | 185  | 31  | 4   | 17  | 275  | 91   | 39  | 4   | 0  | 5  | 62   | 14  | 4   | 36   | 10  | .345 | .414 | .519 | .933 |
| 1998      | 歐力士    | 135  | 558   | 506   | 79   | 181  | 36  | 3   | 13  | 262  | 71   | 11  | 4   | 0  | 2  | 43   | 15  | 7   | 35   | 21  | .358 | .414 | .518 | .932 |
| 1999      | 歐力士    | 103  | 468   | 411   | 80   | 141  | 27  | 2   | 21  | 235  | 68   | 12  | 1   | 0  | 5  | 45   | 15  | 7   | 46   | 5   | .343 | .412 | .572 | .984 |
| 2000      | 歐力士    | 105  | 459   | 395   | 73   | 153  | 22  | 1   | 12  | 213  | 73   | 21  | 1   | 0  | 6  | 54   | 16  | 4   | 36   | 3   | .387 | .460 | .539 | .999 |
| 2001      | 水手      | 157  | 738   | 692   | 127  | 242  | 34  | 8   | 8   | 316  | 69   | 56  | 14  | 4  | 4  | 30   | 10  | 8   | 53   | 3   | .350 | .381 | .457 | .838 |
| 2002      | 水手      | 157  | 728   | 647   | 111  | 208  | 27  | 8   | 8   | 275  | 51   | 31  | 15  | 3  | 5  | 68   | 27  | 5   | 62   | 8   | .321 | .388 | .425 | .813 |
| 2003      | 水手      | 159  | 725   | 679   | 111  | 212  | 29  | 8   | 13  | 296  | 62   | 34  | 8   | 3  | 1  | 36   | 7   | 6   | 69   | 3   | .312 | .352 | .436 | .788 |
| 2004      | 水手      | 161  | 762   | 704   | 101  | 262  | 24  | 5   | 8   | 320  | 60   | 36  | 11  | 2  | 3  | 49   | 19  | 4   | 63   | 6   | .372 | .414 | .455 | .869 |
| 2005      | 水手      | 162  | 739   | 679   | 111  | 206  | 21  | 12  | 15  | 296  | 68   | 33  | 8   | 2  | 6  | 48   | 23  | 4   | 66   | 5   | .303 | .350 | .436 | .786 |
| 2006      | 水手      | 161  | 752   | 695   | 110  | 224  | 20  | 9   | 9   | 289  | 49   | 45  | 2   | 1  | 2  | 49   | 16  | 5   | 71   | 2   | .322 | .370 | .416 | .786 |
| 2007      | 水手      | 161  | 736   | 678   | 111  | 238  | 22  | 7   | 6   | 292  | 68   | 37  | 8   | 4  | 2  | 49   | 13  | 3   | 77   | 7   | .351 | .396 | .431 | .827 |
| 2008      | 水手      | 162  | 749   | 686   | 103  | 213  | 20  | 7   | 6   | 265  | 42   | 43  | 4   | 3  | 4  | 51   | 12  | 5   | 65   | 8   | .310 | .361 | .386 | .747 |
| 2009      | 水手      | 146  | 678   | 639   | 88   | 225  | 31  | 4   | 11  | 297  | 46   | 26  | 9   | 2  | 1  | 32   | 15  | 4   | 71   | 1   | .352 | .386 | .465 | .851 |
| 2010      | 水手      | 162  | 732   | 680   | 74   | 214  | 30  | 3   | 6   | 268  | 43   | 42  | 9   | 3  | 1  | 45   | 13  | 3   | 86   | 3   | .315 | .359 | .394 | .754 |
| 2011      | 水手      | 161  | 721   | 677   | 80   | 184  | 22  | 3   | 5   | 227  | 47   | 40  | 7   | 1  | 4  | 39   | 13  | 0   | 69   | 11  | .272 | .310 | .335 | .645 |
| 2012      | 水手      | 95   | 423   | 402   | 49   | 105  | 15  | 5   | 4   | 142  | 28   | 15  | 2   | 0  | 4  | 17   | 4   | 0   | 40   | 10  | .261 | .288 | .353 | .642 |
| 2012      | 洋基      | 67   | 240   | 227   | 28   | 73   | 13  | 1   | 5   | 103  | 27   | 14  | 5   | 5  | 1  | 5    | 1   | 2   | 21   | 2   | .322 | .340 | .454 | .794 |
| '12計     | 洋基      | 162  | 663   | 629   | 77   | 178  | 28  | 6   | 9   | 245  | 55   | 29  | 7   | 5  | 5  | 22   | 5   | 2   | 61   | 12  | .283 | .307 | .390 | .696 |
| 2013      | 洋基      | 150  | 555   | 520   | 57   | 136  | 15  | 3   | 7   | 178  | 35   | 20  | 4   | 6  | 2  | 26   | 4   | 1   | 63   | 6   | .262 | .297 | .342 | .639 |
| 2014      | 洋基      | 143  | 385   | 359   | 42   | 102  | 13  | 2   | 1   | 122  | 22   | 15  | 3   | 2  | 2  | 21   | 1   | 1   | 68   | 3   | .284 | .324 | .340 | .664 |
| 2015      | 馬林魚    | 153  | 483   | 398   | 45   | 91   | 5   | 6   | 1   | 111  | 21   | 11  | 5   | 5  | 4  | 31   | 1   | 0   | 51   | 5   | .229 | .282 | .279 | .561 |
| 2016      | 馬林魚    | 143  | 365   | 327   | 48   | 95   | 15  | 5   | 1   | 123  | 22   | 10  | 2   | 3  | 2  | 30   | 1   | 3   | 42   | 4   | .291 | .354 | .376 | .730 |
| 2017      | 馬林魚    | 136  | 215   | 196   | 19   | 50   | 6   | 0   | 3   | 65   | 20   | 1   | 1   | 1  | 0  | 17   | 1   | 1   | 35   | 2   | .255 | .318 | .332 | .649 |
| 2018      | 水手      | 15   | 47    | 44    | 5    | 9    | 0   | 0   | 0   | 9    | 0    | 0   | 0   | 0  | 0  | 3    | 0   | 0   | 7    | 0   | .205 | .255 | .205 | .460 |
| 2019      | 水手      | 2    | 6     | 5     | 0    | 0    | 0   | 0   | 0   | 0    | 0    | 0   | 0   | 0  | 0  | 1    | 0   | 0   | 1    | 0   | .000 | .167 | .000 | .167 |
| NPB:09年  | NPB:09年  | 951  | 4098  | 3619  | 658  | 1278 | 211 | 23  | 118 | 1889 | 529  | 199 | 33  | 9  | 27 | 384  | 98  | 59  | 333  | 59  | .353 | .421 | .522 | .943 |
| MLB:19年  | MLB:19年  | 2653 | 10734 | 9934  | 1420 | 3089 | 362 | 96  | 117 | 3994 | 780  | 509 | 117 | 50 | 48 | 647  | 181 | 55  | 1080 | 92  | .311 | .355 | .402 | .757 |
| 總計:28年 | 總計:28年 | 3604 | 14832 | 13553 | 2078 | 4367 | 573 | 119 | 235 | 5883 | 1309 | 708 | 150 | 59 | 75 | 1031 | 279 | 114 | 1413 | 151 | .322 | .373 | .434 | .807 |

- 2019年度球季結束時
- 各年度的粗體字為該聯盟最高、粗紅體字則是MLB最高紀錄

## 個人紀錄
- MLB單季最多安打紀錄：262
- MLB新人連10個球季200安（2001年-2010年）
- MLB連10個球季200安（2001年-2010年）
- MLB美聯紀錄：連續39次盜壘成功
- MLB新人單季最多安打：242
- MLB水手隊史單月最多安打：55
- MLB大聯盟明星賽史上首支場內全壘打（2007年）
- MLB生涯前13球季最多安打記錄：2722（截至2013年8月21日）
- MLB生涯單季200安打次數記錄：10 （與彼得·羅斯並列生涯最多）
- 金氏世界紀錄認證，生涯安打4367隻（美日通算），世界職棒最多
- MLB大聯盟外籍球員安打王(2017/7/6 對紅雀先發單場雙安，生涯安打數來到3054安，超越原紀錄保持人巴拿馬籍的Rod Carew)

## 特殊事蹟
日本職棒時期
- 日本職棒明星賽：1994～2000
- 洋聯打擊王：1994～2000
- 洋聯安打王：1994～1998
- 洋聯打點王：1995
- 洋聯盜壘王：1995
- 洋聯外野手最佳十人：1994～2000
- 洋聯外野手金手套：1994～2000
- 日本職棒年度MVP|洋聯年度MVP：1994～1996
- 正力松太郎賞：1994、1995

美國職棒時期
- 美國職棒明星賽：2001～2010
- 美國職棒明星賽MVP：2007
- 美聯新人王：2001
- 美聯打擊王：2001、2004
- 美聯安打王：2001、2004、2006～2010
- 美聯盜壘王：2001
- 美聯外野手金手套：2001～2010
- 美聯外野手銀棒獎：2001、2007、2009
- 美國職棒年度最有價值球員|美聯年度MVP：2001
- 美國職棒水手隊名人堂第10位成員[26]

## 個人生活
其妻為福島弓子（前TBS主播），兩人於1999年12月4日在美國洛杉磯結婚。

## 外部連結
- 鈴木一朗在美國職棒官網（英语）
- 鈴木一朗在日本職棒官網（英语）
- 鈴木一朗在Baseball-Reference.com（大聯盟）（英语）
- 鈴木一朗在Baseball-Reference.com（小聯盟以及海外聯盟）（英语）
- 鈴木一朗在ESPN（MLB）（英语）
- 鈴木一朗在FanGraphs.com（英语）
- 鈴木一朗在Retrosheet（英语）
- 鈴木一朗在The Baseball Cube（英语）
- 鈴木一朗在台灣棒球維基館上的頁面（繁體中文）

| 前任： 諾馬·賈西亞帕拉 | 美國聯盟打擊王 2001年          | 繼任： 曼尼·拉米瑞茲     |
| 前任： 佐佐木主浩      | 美國聯盟年度新人王 2001年      | 繼任： 艾瑞克·辛斯基     |
| 前任： 馬克·塔克薛拉   | 美國聯盟單月最佳球員 2004年8月 | 繼任： 弗拉迪米爾·葛雷諾 |
| 前任： 比爾·米爾勒     | 美國聯盟打擊王 2004年          | 繼任： 迈克尔·杨         |
| 前任： 喬治·希斯勒     | 單季安打紀錄保持人 2004年      | 繼任： 現任              |